# Doniecki Akademicki Obwodowy Teatr Dramatyczny
Doniecki Akademicki Obwodowy Teatr Dramatyczny (ukr. Донецький академічний обласний драматичний театр, ros. Донецкий академический областной драматический театр) – teatr w Mariupolu, zniszczony 16 marca 2022 r. w wyniku rosyjskiego bombardowania.

## Historia

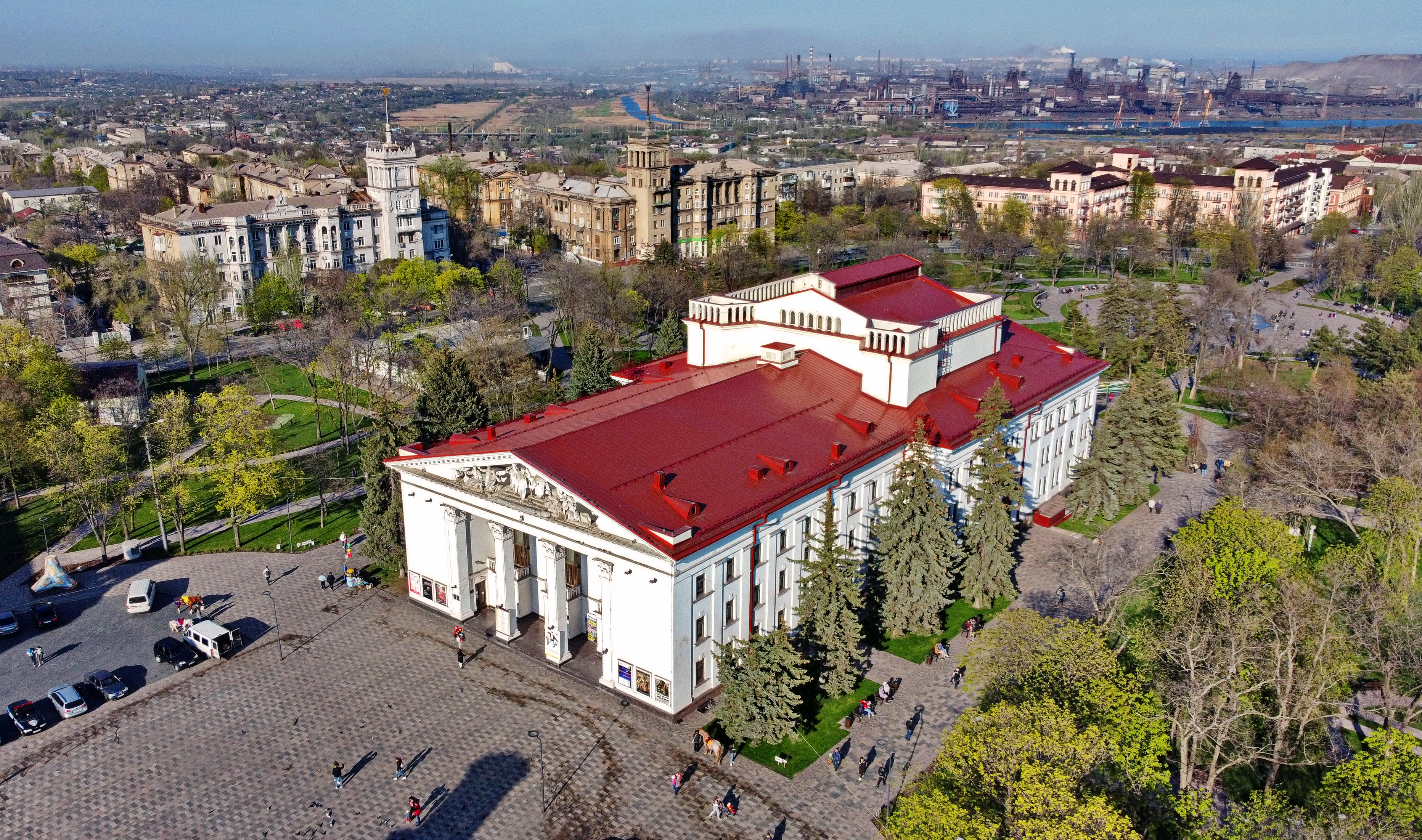
Gmach teatru w 2021 r.

W 1847 r. do Mariupola dotarły pierwsze wędrowne trupy teatralne, a lokalny teatr został założony w 1878 r. przez syna zamożnego kupca Wasilija Szapowałowa. Pierwszy budynek teatralny z widownią dla 800 osób otwarto w 1887 r. Jedną z pierwszych wystawionych sztuk była komedia Rewizor Nikołaja Gogola. W teatrze występowali m.in. Marko Kropywnycki, Iwan Karpenko-Kary i Mychajło Starycki. W 1934 r. przemianowano go na Doniecki Teatr Muzyczno-Dramatyczny. W 1947 r. został zamknięty, ale wznowił działalność w 1959 r. jako Doniecki Obwodowy Teatr Dramatyczny z siedzibą w Mariupolu. 2 listopada 1960 otwarto nowy gmach, w którym w 1978 r. odbyły się uroczystości 100-lecia teatru. W 2007 r. z inicjatywy ministra kultury i turystyki teatr otrzymał status akademicki.

### Atak lotniczy na teatr w 2022 r.

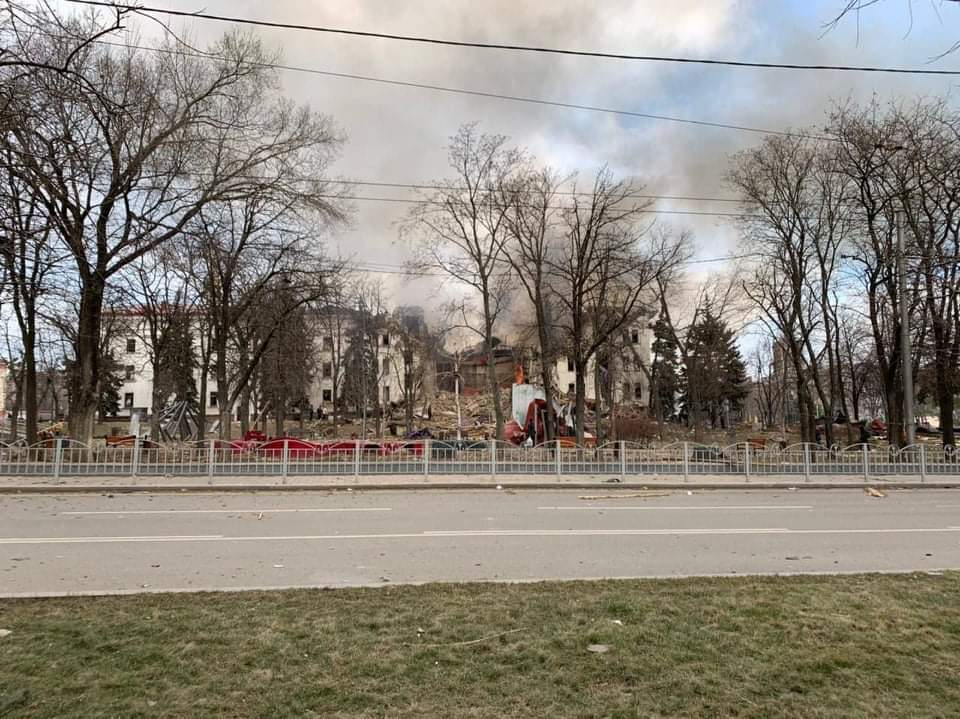
Ruiny teatru po zbombardowaniu

Teatr zawiesił działalność 24 lutego 2022 r. z powodu rosyjskiej inwazji na Ukrainę. W trakcie oblężenia Mariupola był wykorzystywany jako schronienie dla mieszkańców oraz uchodźców z pobliskich miejscowości, których mieszkania i domy zostały zniszczone w wyniku rosyjskich nalotów, głównie kobiet i dzieci. Około 12 marca na placu po dwóch stronach budynku namalowano duże, widoczne z powietrza napisy „Dieti” (ros. „dzieci”), aby oznaczyć go jako obiekt cywilny.
Rano 16 marca 2022 r. teatr został zniszczony w wyniku bezpośredniego trafienia naprowadzaną laserowo bombą lotniczą, prawdopodobnie KAB-500L. W chwili ataku wewnątrz mogło znajdować się od 800 do 1300 osób. Według mera Mariupola, Wadyma Bojczenki, 19 marca w podziemiach teatru wciąż mogło znajdować się ponad 1000 osób. 25 marca Rada Miasta Mariupol poinformowała, że w wyniku bombardowania teatru zginęło ok. 300 osób.
Dario Franceschini, włoski minister kultury, zadeklarował pomoc Włoch przy odbudowie teatru, gdy tylko będzie to możliwe.